# Авијатик Берг G 30.23
Авијатик Берг G 30.23 је бомбардерски авион направљен у Аустроугарској фирми Östereichisch-ungarische Flugzeugfabrik Aviatik Wien. Авион је први пут полетео 6./13.03.1918. године. 

## Пројектовање и развој
У октобру 1916. године инжењер Јулијус фон Берг је завршио пројект бомбардера Авиатик Берг 30.23 са три мотора. Авиатик је у пролеће 1917. започео изградњу прототипа али због кашњења у испоруци мотора, први лет није могао да се обави пре марта 1918. 
За погон авиона су коришћени: Један мотор Аустро-Даимлер снаге 240 kW са четворокраком вучном елисом, монтиран је на кљуну трупа а два Хиеро мотора снаге 169 kW на крилима са четворокраким потисним елисама.
Први пробни лет, првог прототипа (G 30.23), успешно је обављен 6./13.03.1918. године.

## Технички опис
Труп је дрвене конструкције обложен лепенком а правоугаоног попречног пресека стим што је горња стана трупа била заобљена. На кљјуну трупа се налази мотор обложен алуминијумским лимом. У трупу се налазе три простране отворене кабине за пилота, бомбаша и стрелца. Кабина пилота је била опремљена управљачким механизмом који је био комбинација полужног и жичаног система и сетом инструмената за контролу лета авиона и рада мотора.
Авион су покретала три течношћу хлађенa мотора. Један Аустро-Дајмлер са 12 цилиндара V распореда, снаге од 340 KS, био је у кљуну трупа авиона. За тај мотор је била везана вучна дрвена четворокрака елисе фиксног корака. Хладњак овог мотора се налазио између елисе и мотора укомпонован у капотажу мотора. Крилни мотори су били Хиеро, линијски мотор са 6 цилиндара, снаге 230 KS. За њих су биле везане потисне дрвене четворокраке елисе фиксног корака. Хладњаци за расхладну течност крилних мотора су се налазили изнад горњих крила.
Крила су имала дрвену конструкцију са две рамењаче обложену платном. Горњa и доњa крилa су били иста, конструктивно а по димензијама. Са обе стране су крила са два пара вертикалних упорница међусобно повезана. Дијагоналним жицама (затезачима) крила су додатно укрућена. Поред ових вертикалних упорница, први до трупа авиона је био пар V упорница у чијим се рашљама налазила гондола крилних мотора. Крилца (елерони) су била исте, дрвене конструкције пресвучене платном и налазила су се само на горњим крилима.
Репне површине се састоје од два паралелна хоризонтална стабилизатора са кормилима дубине. Између ова два хоризонтална стабилизатора налазе се четири кормила правца. Сви делови репних површина направљени су као рамови од метала пресвучени импрегнираним платном.
Стајни трап је фиксан конвенционалног типа са крутом осовином, напред точкови а назад на репу авиона налази се еластична дрљача као трећа ослона тачка.

## Наоружање
Планирано је да авион буде наоружан са 2 митраљеза Шварцлозе калибра 8 mm. Један митраљез је фиксан и гађа кроз обртно поље елиса а други је окретни митраљез смештен на рунделу трећег кокпита. Авион је требао да понесе минимум 500 kg. авиобомби.
| Наоружање авиона: Авијатик Берг G 30.23 |                             |
| Ватрено (стрељачко) наоружање           |                             |
| Топ                                     |                             |
| Митраљез                                |                             |
| Број и ознака митраљеза                 | 2 х Шварцлозе (Schwarzlose) |
| Калибар                                 | 8                           |
| Бомбардерско наоружање (бомбе)          |                             |
| Укупна маса                             | 500                         |
| Ракетно наоружање (ракете)              |                             |

## Верзије
- G 30.23 - први прототип је био опремљен једним Аустро-Даимлером од 340 KS (у средини) и два крилна Аустро-Даимлера од 230 KS.
- G 30.34 - други прототип је био опремљен једним Аустро-Даимлером од 300 KS (у средини) и два крилна Аустро-Даимлера од 200 KS.

## Оперативно коришћење
Пошто су немачки бомбардери Гота G.IV у међувремену постали оперативни, даљи развој бомбардера Авиатик G 30.23 је заустављен. После рата, једини примерак авиона запленили су Италијани по условима Мировног уговора.

## Земље које су користиле авион
- Аустроугарска
- Краљевина Италија